# Leiocassis yeni
Leiocassis yeni är en fiskart som beskrevs av Nguyen 2005. Leiocassis yeni ingår i släktet Leiocassis och familjen Bagridae. Inga underarter finns listade i Catalogue of Life.